# Supercoppa del Belgio 1984
La Supercoppa del Belgio 1984 (in francese Supercoupe de Belgique, in fiammingo Belgische Supercup) è stata la 6ª edizione della Supercoppa del Belgio di calcio.
La partita fu disputata dal KSK Beveren, vincitore del campionato, e dal Gent, vincitore della coppa.
L'incontro si giocò il 6 agosto 1984 nello Freethiel Stadion di Beveren e vinse lo KSK Beveren, al suo primo titolo.

## Tabellino
| Beveren 26 maggio 1984                                                                                | KSK Beveren | 5 – 1           | Gent | Freethiel Stadion (7 000 spett.) |
| \| \| \| \| \| Jaspers 10’ Kusto 11’ Albert ?’ Martens ?’ Creve ?’ \| Marcatori \| 30’ Schapendonk \| |             |                 |      |                                  |
| |             |                 |      |                                  |
| Jaspers 10’ Kusto 11’ Albert ?’ Martens ?’ Creve ?’                                                   | Marcatori   | 30’ Schapendonk |      |                                  |